# Albert Hofmann
Albert Hofmann (11 tháng 1 năm 1906 - 29 tháng 4 năm 2008) là một nhà hóa học Thụy Sĩ được biết đến nhiều nhất như là người đầu tiên tổng hợp, hấp thụ và tìm hiểu các tác dụng thức thần của axit lysergic diethylamide (LSD). Hofmann cũng là người đầu tiên phân lập, tổng hợp và đặt tên cho các hợp chất chính của nấm ảo giác là psilocybin và psilocin. Ông cũng là tác giả của hơn 100 bài báo khoa học và nhiều cuốn sách, trong đó phải kể đến LSD: Mein Sorgenkind (LSD: My Problem Child) Năm 2007, ông cùng với Tim Berners-Lee đứng đầu trong danh sách 100 thiên tài vĩ đại nhất còn sống, do tờ báo The Daily Telegraph xuất bản.

## Thời niên thiếu và trường học
Albert Hofmann sinh ra tại Baden, Thụy Sĩ vào ngày 11 tháng 1 năm 1906. Ông là người anh cả trong một gia đình gồm 4 người con, với bố là Adolf Hofmann - một công nhân cho một công ty sản xuất công cụ và vợ là Elisabeth (nhũ danh Schenk) và đã được rửa tội theo đạo Tin lành. Khi cha lâm bệnh, Hofmann nhận một vị trí học việc để tiếp tục việc học của ông. Ở tuổi 20, Hofmann bắt đầu lấy bằng hóa học tại Đại học Zürich, và ba năm sau , vào năm 1929, ông đã hoàn thành chương trình. Thu nhập từ cha của Albert không đủ để trang trải chi phí cho việc học của ông, do đó, cha đỡ đầu của Albert đã trang trải các chi phí học tập đó cho cậu. Mối quan tâm chính của Hofmann là về hóa học trong thực vật và động vật. Do đó, ông đã tiến hành một loạt những nghiên cứu quan trọng về cấu trúc hóa học của một chất phổ biến trong động vật, chitin, và nhờ vậy, ông đã nhận được bằng tiến sĩ xuất sắc vào năm 1929.

## Sự nghiệp
Về quyết định theo đuổi sự nghiệp hóa học, Hofmann đã cung cấp thông tin chi tiết trong bài phát biểu tại Hội nghị Ý thức Thế giới vào năm 1996 tại Heidelberg, Đức:
Người ta thường tự hỏi bản thân rằng việc lập kế hoạch và cơ hội có vai trò gì trong việc hiện thực hóa các sự kiện quan trọng nhất trong cuộc đời của chúng ta. [...] Quyết định [sự nghiệp] này không hề dễ dàng đối với tôi. Tôi đã tham gia một kỳ thi  tiếng Latinh ngoại khóa, vì vậy, một sự nghiệp trong ngành nhân văn nổi bật nhất đang ở trước mắt. Hơn cả thế nữa, đó là một sự nghiệp nghệ thuật đầy mê hoặc. Tuy nhiên, cuối cùng, thứ đã thúc đẩy tôi nghiên cứu hóa học là một vấn đề về lý thuyết, hẳn nhiều người đã biết đến tôi sẽ bất ngờ. Những trải nghiệm huyền bí thời thơ ấu đó, khi mà Thiên nhiên bị thay đổi theo những cách diệu kỳ, đã đặt ra những câu hỏi liên quan đến bản chất của thế giới bên ngoài, của vật chất, và hóa học là lĩnh vực mà có thể cung cấp những hiểu biết sâu sắc về chúng.

### Phát hiện ra chất LSD
Hofmann trở thành nhân viên của bộ phận dược phẩm/hóa chất của Phòng thí nghiệm Sandoz (nay là công ty con của Novartis), đặt tại Basel với tư cách là đồng nghiệp với giáo sư Arthur Stoll, nhà sáng lập và là giám đốc bộ phận dược phẩm. Ông bắt đầu nghiên cứu về cây thảo dược Drimia maritima (squill) và nấm, một phần của chương trình điều chế và tổng hợp các hoạt chất dùng trong dược phẩm. Ông đã góp phần quan trọng trong việc làm sáng tỏ cấu trúc hóa học (common nucleus) của Scilla glycoside (một thành phần chính của Mediterranean squill). Trong khi nghiên cứu các dẫn xuất của acid lysergic, vào ngày 16 tháng 11 năm 1938, Hofmann lần đầu tiên tổng hợp LSD. Quá trình tổng hợp này có mục đích chính là thu được một chất kích thích hô hấp và tuần hoàn (analeptic) mà không gây ảnh hưởng đến tử cung tương tự như nikethamide (cũng là một diethylamide) bằng cách đưa nhóm chức này vào axit lysergic. Nó bị bỏ qua một bên trong vòng 5 năm, cho đến ngày 16 tháng 4 năm 1943, khi Hofmann quyết định kiểm tra. Trong khi tổng hợp lại LSD, ông đã đã vô tình hấp thụ một lượng nhỏ thuốc qua đầu ngón tay và phát hiện tác dụng mạnh mẽ của nó. Ông mô tả những gì ông cảm nhận được là:
... bị ảnh hưởng bởi một cảm giác tê liệt đáng kể, cộng với việc bị chóng mặt. Ở nhà, tôi nằm xuống và chìm vào một tình trạng say [-] nhưng không khó chịu, biểu thị bởi trí tưởng tượng đang cực kỳ kích thích. Trong trạng thái mơ màng, nhắm mắt lại (tôi thấy ánh sáng ban ngày chói loa một cách khó chịu), tôi cảm nhận được một chuỗi các hình ảnh tuyệt vời không gián đoạn, những hình thù kỳ lạ với cách phối màu sặc sỡ như kính vạn hoa. Sau khoảng hai giờ, tác dụng này biến mất.

Ba ngày sau, vào ngày 19 tháng 4 năm 1943, Hofmann cố tình hấp thụ 250 microgram LSD. Tuy nhiên, "trip" (từ lóng cho các hiệu ứng tức thời của LSD) này không hề thoải mái vì những người xung quanh ông dường như trở thành quỷ dữ, đồ đạc chuyển thành những sinh vật độc ác và bản thân ông cảm thấy bị quỷ ám. Ngày này hiện được gọi là "Ngày Xe đạp", bởi vì ông bắt đầu cảm thấy tác dụng của thuốc khi anh ấy đạp xe về nhà. Đây là "LSD trip" có chủ đích đầu tiên.
Hofmann tiếp tục sử dụng một lượng nhỏ LSD trong suốt phần lớn cuộc đời của mình và luôn hy vọng có thể được dụng nó. Trong hồi ký của mình, ông nhấn mạnh nó như một loại "thuốc thiêng": "Tôi nhận thấy được tầm quan trọng thực sự của LSD trong khả năng cung cấp sự giúp đỡ về vật chất cho việc thiền định nhằm mục đích có được trải nghiệm huyền bí về một thực tế toàn diện, sâu sắc hơn."

### Nghiên cứu thêm
Hofmann sau đó đã phát hiện ra 4-Acetoxy-DET, một tryptamine gây ảo giác. Ông lần đầu tiên tổng hợp 4-AcO-DET vào năm 1958 tại phòng thí nghiệm Sandoz. Hofmann trở thành giám đốc bộ phận sản phẩm tự nhiên của Sandoz và tiếp tục nghiên cứu về các chất gây ảo giác được tìm thấy trong nấm Mexico và các loại cây khác được thổ dân ở đó sử dụng. Sau đó, psilocybin, hoạt chất trong nhiều loại "nấm ma thuật " được tổng hợp. Hofmann cũng bắt đầu quan tâm đến hạt giống của loài rau muống Mexico Turbina corymbosa (người bản địa gọi là ololiuqui). Ông đã rất ngạc nhiên khi phát hiện ra hoạt chất của ololiuhqui, ergine (LSA, lysergic acid amide) có liên quan mật thiết đến LSD.
Năm 1962, Hofmann cùng vợ là Anita Hofmann đi đến miền nam Mexico để tìm kiếm loài thực vật có tên là "Ska Maria Pastora" (Lá của Mary the Shepherdess), sau này còn được gọi là Salvia divinorum. Ông đã thành công trong việc thu thập các mẫu của loài thực vật này, nhưng đã thất bại trong việc xác định các hoạt chất của nó, mà sau đó được xác định là salvinorin A. Năm 1963, Hofmann tham dự hội nghị thường niên của Viện Hàn lâm Khoa học và Nghệ thuật Thế giới (WAAS) tại Stockholm .

## Cuối đời

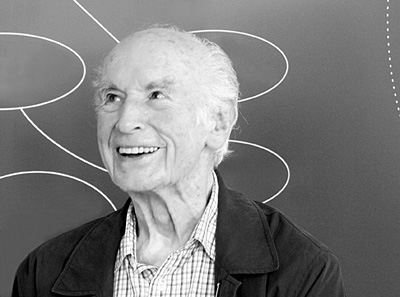
Albert Hofmann vào năm 2006

Khi được phỏng vấn ngay trước sinh nhật lần thứ 100 của mình, Hofmann đã gọi LSD là "liều thuốc cho tâm hồn" và thất vọng trước việc nó bị cấm trên toàn thế giới. Ông cho rằng: "Nó đã được sử dụng rất thành công trong mười năm trong ngành phân tâm học," ông nói thêm rằng loại thuốc này đã bị lạm dụng bởi văn hóa phản kháng của thập niên 1960, và sau đó bị giới chính trị thời đó chỉ trích về sự thiếu công bằng. Ông thừa nhận rằng LSD có thể nguy hiểm nếu lạm dụng, bởi vì một liều 500 microgam sẽ có tác dụng thần kinh cực kỳ mạnh mẽ, nhất là trong trường hợp người dùng sử dụng lần đầu mà không được giám sát kỹ càng.
Vào tháng 12 năm 2007, các nhà chức trách y tế Thụy Sĩ đã cho phép nhà trị liệu tâm lý Peter Gasser thực hiện các thí nghiệm trị liệu tâm lý trên bệnh nhân ung thư giai đoạn cuối và các bệnh nan y khác. Thí nghiệm này hoàn thành vào năm 2011, trở thành nghiên cứu đầu tiên về tác dụng trị liệu của LSD đối với con người trong 35 năm – các nghiên cứu khác đã kiểm tra tác động của thuốc đối với ý thức và cơ thể. Hofmann hoan nghênh nghiên cứu và nhắc lại niềm tin của mình vào lợi ích điều trị của LSD. Năm 2008, Hofmann viết thư cho Steve Jobs, yêu cầu ông hỗ trợ nghiên cứu này; nhưng không rõ Jobs có hồi âm hay không. Hiệp hội Đa ngành về Nghiên cứu Ảo giác (MAPS) đã hỗ trợ việc sử dụng LSD trong nghiên cứu phân tâm học, tiếp nối di sản của Hofmann và thiết lập nền tảng cho các nghiên cứu trong tương lai.
Hofmann đã phát biểu tại Diễn đàn Ảo giác Thế giới từ ngày 21 đến ngày 24 tháng 3 năm 2008, nhưng phải bỏ dở vì vấn đề sức khỏe.
Hofmann là bạn lâu năm và là thông tín viên của tác gia kiêm nhà côn trùng học người Đức Ernst Jünger, người mà ông gặp vào năm 1949. Jünger đã thử nghiệm LSD với Hofmann; vào năm 1970, Jünger xuất bản một cuốn sách về kinh nghiệm của mình khi dùng một số loại ma túy, (Approaches: Drugs and Intoxication (tiếng Đức: Annäherungen. Drogen und Rausch).

## Lưu trữ
Sau khi nghỉ hưu tại Sandoz vào năm 1971, Hofmann được phép mang các bài báo và nghiên cứu của mình về nhà. Ông đã trao các tài liệu lưu trữ của mình cho Albert Hofmann Foundation, một tổ chức phi lợi nhuận có trụ sở tại Los Angeles, nhưng các tài liệu này chủ yếu được cất giữ trong kho trong nhiều năm. Các tài liệu lưu trữ đã được gửi đến khu vực Vịnh San Francisco vào năm 2002 để được số hóa, nhưng quá trình đó chưa bao giờ được hoàn thành. Vào năm 2013, các tài liệu lưu trữ đã được gửi đến Viện Lịch sử Y khoa ở Bern, Thụy Sĩ, nơi chúng hiện đang được cất giữ. Hofmann cho rằng rằng mọi người nên thử "ma túy" của mình.

## Qua đời
Hofmann qua đời ở tuổi 102 vì một cơn đau tim vào ngày 29 tháng 4 năm 2008 tại Thụy Sĩ.

## Vinh danh và giải thường
Viện Công nghệ Liên bang Thụy Sĩ (ETH Zurich) đã vinh danh ông với danh hiệu DSc (honoris causa) vào năm 1969 cùng với Gustav Guanella, anh rể của ông. Năm 1971, Hiệp hội Dược phẩm Thụy Điển đã trao cho ông Giải thưởng Scheele.

## Các ấn phẩm

### Sách
- LSD—My Problem Child. New York: McGraw-Hill (1980)

### Bài diễn thuyết
- "Transcript of a Special Videotaped Message From Albert Hofmann to the Participants at the April 16 & 17, 1993 Symposiums on the 50th Anniversary of his Discovery of LSD." MAPS | Multidisciplinary Association for Psychedelic Studies, vol. 4, no. 2 (Summer 1993), p. 56.